# Sacerdote sem
| U36 · D28 | A1 |

| U36 · D28 | A1 |

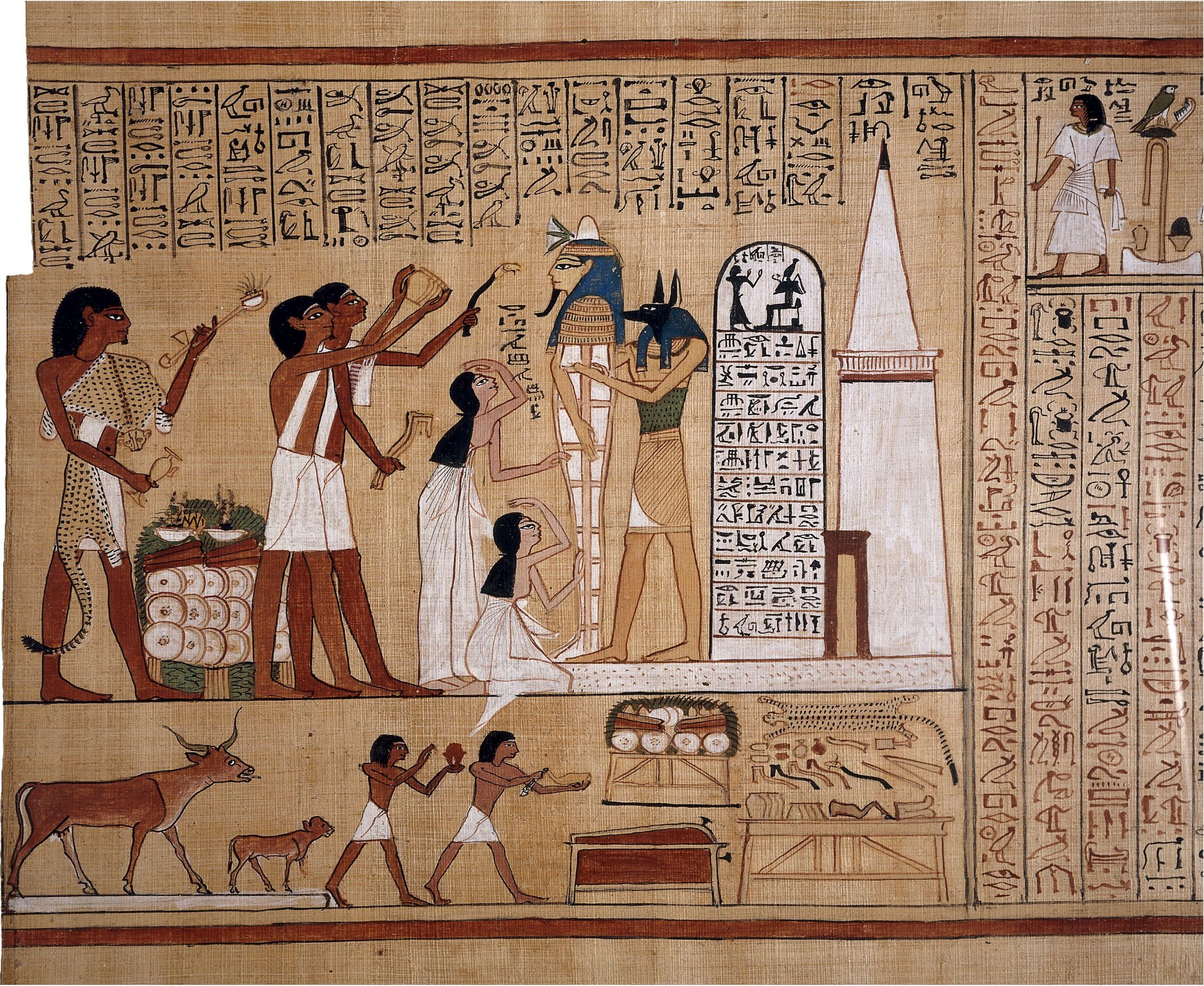
La momia de Hunefer, sujetada por un sacerdote de Anubis, recibe el ritual de la apertura de la boca y los ojos practicada por varios sacerdotes. El último es un sacerdote sem, con su característica vestimenta con piel de leopardo.

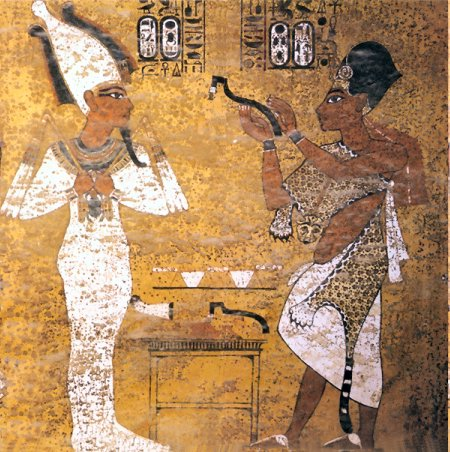
El faraón Ay vestido de sacerdote sem y corona real jepresh, realizando el rito de Apertura de la Boca para habilitar el tránsito al Más Allá de la momia del faraón Tutankamón.

El sacerdote sem, a veces, denominado simplemente sacerdote funerario, era el encargado de realizar determinados rituales durante las ceremonias mortuorias en la religión del Antiguo Egipto. Sem significaba "el hijo nacido primero, responsable de los funerales de su padre". Dentro de esta categoría, había una especialización como servidores del ka, que además de participar en los rituales funerarios, eran los encargados del mantenimiento diario de la mesa de ofrendas y los juegos de recipientes necesarios para las libaciones.
El sacerdote sem actuaba en representación de Horus, como hijo del momificado convertido en Osiris y del hijo primogénito del fallecido o bien era el propio hijo del difunto el que dirigía los rituales. Se recordaba así según el mito de Horus y Osiris por el que el primero, hubiera sido el primer sacerdote sem, al ser su hijo primogénito y haber actuado en la ceremonia de la Apertura de la boca y los ojos sobre la momia de su padre.
Se vestían ritualmente con la característica piel de leopardo sobre túnica blanca y usualmente no rapaban su cabeza, aunque otras veces llevaban la típica coleta lateral egipcia que recordaba al Horus joven. La ceremonia más importante era la de la Apertura de la boca y los ojos, por la que el sacerdote sem, ante una mesa de ofrendas y con los utensilios apropiados, como la azuela ceremonial, vasos de libaciones o aceites sagrados e incensario para quemar incienso, podía restablecer a la momia todos sus sentidos y poder llegar con seguridad al Más Allá.
Algunos egiptólogos, como Greg Reeder, piensan que el sacerdote sem se identificaba con el misterioso tekenu, que ante la momia, simulaba un sueño cataléptico y entraba en trance como si fuese un chamán, de tal forma que su espíritu volaba hacia lo invisible hasta encontrar y devolver el espíritu perdido del difunto a la momia. Se creía que cuando el sacerdote sem volvía de su viaje celestial, el ka del fallecido habría regresado a su momia.
Los sacerdotes sem no estaban asignados habitualmente a un templo y durante el Imperio Nuevo, reemplazaron a otros sacerdotes del Imperio Antiguo que se cubrían con una piel de vaca, los tehenu. En los funerales reales desempeñaron un papel relevante en la sucesión al trono, pues el sucesor del monarca fallecido supervisaba y actuaba en las ceremonias funerarias vestido con la piel de leopardo de sacerdote sem. Un caso paradigmático puede verse en los murales de la tumba de Tutankamón (KV62) donde el sucesor del monarca fallecido, el faraón Ay, aparece vestido de sacerdote sem, pero también con la corona real jepresh, realizando el ritual de la Apertura de la boca y los ojos a la momia del difunto faraón, lo que reforzaba su legitimidad a la hora de sucederle en el trono.